# Pseudoparatettix similis
Pseudoparatettix similis är en insektsart som först beskrevs av Bolívar, I. 1887.  Pseudoparatettix similis ingår i släktet Pseudoparatettix och familjen torngräshoppor. Inga underarter finns listade i Catalogue of Life.